# أحداث مكة المكرمة (1924)
أحداث مكة المكرمة ، حدثت عام 1924م، عندما سيطر الملك عبد العزيز آل سعود مكة المكرمة عام 1924م.

## أحداث مكة المكرمة من وجهة نظر السعودية
ذكرت المؤرخون السعوديون أن الملك عبد العزيز أرسل جيشاً كبيراً إلى الحوية فهزم جيش الأشراف بقيادة علي بن حسين، فدخل الجيش السعودي الطائف، وطلب وجهاء الحجاز من الشريف حسين ضرورة تنازله عن الحكم لابنه علي؛ أملا في وقف الحرب، فتنازل الحسين ورحل إلى جدة. واستأذن الجيش السعودي الملك عبد العزيز بدخول مكة المكرمة فأذن لهم، وشدد الملك عبد العزيز لجنوده مراعاة حرمتها وأحوال سكانها، وطلب منهم عدم مهاجمتها والاكتفاء بحصارها إذا قاوم سكانها دخولهم، وعندما أقترب الجيش السعودي من مكة المكرمة لم يستطع علي بن الحسين المجابهة، وفضل مغادرتها إلى جدة، ودخل الجيش السعودي مكة المكرمة محرمين بالعمرة.

## المصدر
1. ↑  كتاب المنهج التعليمي "تاريخ المملكة العربية السعودية" للصف السادس الإبتدائي ، وزارة التربية والتعليم ، صفحة 48 وتاريخ الطباعة 2011 - 2012م.